# Osvračín
Osvračín är en ort i Tjeckien.   Den ligger i regionen Plzeň, i den västra delen av landet, 120 km sydväst om huvudstaden Prag. Osvračín ligger 375 meter över havet och antalet invånare är 546.
Terrängen runt Osvračín är huvudsakligen platt, men söderut är den kuperad. Osvračín ligger nere i en dal. Runt Osvračín är det ganska glesbefolkat, med 21 invånare per kvadratkilometer. Närmaste större samhälle är Domažlice, 11,7 km sydväst om Osvračín. Omgivningarna runt Osvračín är en mosaik av jordbruksmark och naturlig växtlighet.